# جیمز کریگ واتسون
 جیمز کریگ واتسون (انگلیسی: James Craig Watson؛ ۲۸ ژانویهٔ ۱۸۳۸ – ۲۲ نوامبر ۱۸۸۰) یک ستاره‌شناس اهل ایالات متحده آمریکا بود.